# نموذج الدوران العام

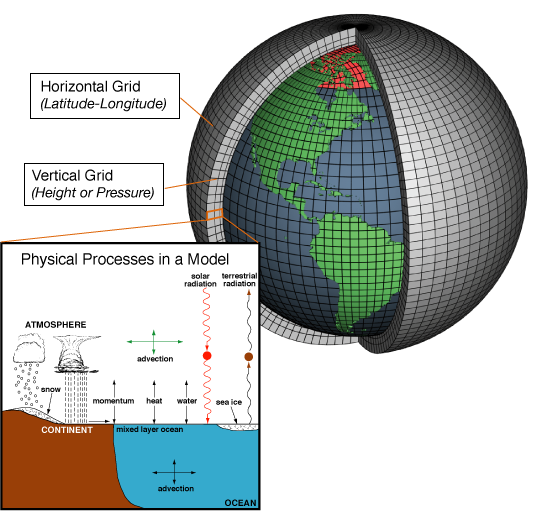

نموذج الدوران العام (GCM) هو أحد أشكال نماذج المناخ. فهو يطبق نموذجًا رياضيًا للدوران العام للغلاف الجوي الكوكبي أو للمحيط. يستخدم أيضًا معادلات نافييه-ستوكس على كرة دوارة مع شروط الديناميكا الحرارية لمصادر الطاقة المختلفة (الإشعاع والحرارة الكامنة). تلك المعادلات هي الأساس لبرامج الحاسوب المستخدمة لمحاكاة الغلاف الجوي لكوكب الأرض أو المحيطات. تُعتبر نماذج الدوران العام للغلاف الجوي والمحيطات (AGCM و OGCM) من المكونات الرئيسية بجانب الجليد البحري ومكونات سطح الأرض.
تُستخدم نماذج الدوران العام ونماذج المناخ العالمي للتنبؤ بالطقس، وفهم المناخ، والتنبؤ بالتغير المناخي.
أُنشات النسخ المصممة للتطبيقات المناخية الصالحة لمقياس زمني يمتد بين عقد وحتى قرن في الأصل بواسطة سيوكورو مانابي وكيرك برايان في مختبر ديناميات الموائع الجيوفيزيائية (GFDL) في برينستون بنيوجيرسي. تستند تلك النماذج على دمج العديد من المعادلات الكيميائية ومعادلات ديناميكا الموائع، وأحيانًا المعادلات الحيوية.

## المصطلحات
ترمز التسمية المختصرة GCM في الأصل إلى نموذج الدوران العام. مؤخرًا بدأ مصطلح جديد في الاستخدام ويُسمى نموذج المناخ العالمي. بينما لا يرمز الاختصاران إلى نفس الشيء، تُعتبر نماذج الدوران العام إجمالًا بمثابة الأدوات التي تُستخدم لنمذجة المناخ، وبالتالي أحيانًا ما يُستخدم المصطلحان بشكل متبادل. ولكن، مصطلح «نموذج المناخ العالمي» يُعتبر مبهمًا وقد يشير إلى إطار متكامل يدمج العديد من المكونات وتشمل نموذج الدوران العام، أو قد تشير بشكل عام إلى إلى النماذج المناخية التي تستخدم العديد من الطرق لتمثيل المناخ رياضيًا.

## التاريخ
في عام 1956، طور نورمان فيليبس نموذجًا رياضيًا يمكنه تمثيل الأنماط الشهرية والموسمية في طبقة التروبوسفير واقعيًا. أصبح أول نموذج مناخي ناجح. بعد عمل فيليبس، بدأت العديد من المجموعات في العمل على إنشاء نماذج الدوران العامة. دُمجت عمليات المحيط والغلاف الجوي لأول مرة في أواخر الستينيات في مختبر ديناميات الموائع الجيوفيزيائية التابع للإدارة الوطنية للمحيطات والغلاف الجوي NOAA. بحلول بداية الثمانينيات، كان المركز الوطني الأمريكي لأبحاث الغلاف الجوي قد طور نموذج الغلاف الجوي المشترك؛ واستمر العمل على تحسين هذا النموذج. في عام 1996، بدأت الجهود الهادفة لنمذجة التربة وأشكال الزراعة. لاحقًا، دُمج نموذج HadCM3 الخاص بمركز هادلي للتنبؤ بالمناخ والأبحاث عناصر المحيط والغلاف الجوي. أُضيف دور موجات الجاذبية في منتصف الثمانينيات. تُعتبر موجات الجاذبية ضرورية لمحاكاة الدورات على المقياس الإقليمي والعالمي بدقة.

## النماذج الجوية والمحيطية
يمكن دمج نماذج الدوران العامة الجوية (AGCMs) والمحيطية (OGCMs) معًا لتكوين نموذج دوران جوي-محيطي عام (CGCM أو AOGCM). بإضافة النماذج الفرعية مثل نموذج الجليد البحري أو نموذج النتح التبخري على الأرض، تصبح نماذج الدوران الجوي-المحيطي العامة AOGCMs الأساس لنماذج المناخ الكاملة.

## التكوين
تطبق نماذج الدوران العام ثلاثية الأبعاد (أو بالأحرى رباعية الأبعاد) المعادلات المنفصلة لحركة الموائع وتدمجها عبر الزمن. تحتوي على تغيير قيم المتغيرات لعمليات مثل الحمل الحراري الذي يحدث على مقاييس صغيرة جدًا على أن تُحل مباشرةً.
يتكون نموذج الدوران العام المبسط (SGCM) من نواة ديناميكية تربط خصائص مثل الحرارة بغيرها مثل الضغط والسرعة. من بين الأمثلة على ذلك، البرامج التي تحل المعادلات الأولية، بمعرفة الطاقة المُدخلة والطاقة المُبددة في صورة احتكاك يعتمد على المقياس، وبحيث تكون الموجات الجوية ذات العدد الموجي الأكبر هي الأكثر توهينًا. يمكن استخدام تلك النماذج لدراسة العمليات الجوية، ولكنها ليست مناسبة للتوقعات المناخية.
تقدم نماذج الدوران الجوية العامة (AGCMs) نموذجًا للمناخ (وهي تحتوي في المجمل على نموذج سطح اليابسة أيضًا) باستخدام درجات حرارة سطح البحر المفروضة (SSTs). قد تشتمل أيضًا على الكيمياء الجوية.
تتكون نماذج الدوران المناخية العامة (AGCMs) من نواة ديناميكية تدمج معادلات حركة المائع، لكل من:
- ضغط السطح
- المكونات الأفقية للسرعة في الطبقات
- درجة الحرارة وبخار الماء في الطبقات
- الإشعاع، وينقسم إلى موجة شمسية\قصيرة و موجة أرضية\طويلة
- العوامل لكل من:
  - الحمل الحراري
  - عمليات سطح الأرض
  - الوضاءة
  - علم المياه
  - الغطاء السحابي

يحتوي نموذج الدوران العام على المعادلات الإنذارية وتكون دالة في الزمن (عادة الرياح ودرجة الحرارة والرطوبة وضغط السطح) مع المعادلات التشخيصية التي تٌقدر منها لفترة محددة من الزمن. كمثال على ذلك، يمكن تشخيص الضغط على أي ارتفاع عن طريق تطبيق المعادلة الهيدروستاتية لضغط السطح المُتوقَع  وللقيم المتوقعة لدرجة الحرارة بين السطح والارتفاع المطلوب. يُستخدم الضغط لحساب قوة ميل الضغط في المعادلة المعتمدة على الزمن بالنسبة للرياح.
تقدم نماذج الدوران المحيطية العامة (OGCMs) نموذجًا للمحيط (مع تدفقات من الغلاف الجوي المفروض) وقد تحتوي على نموذج للجليد البحري. على سبيل المثال، التفريق المعياري لنموذج HadOM3 هو 1.25 درجة في دوائر العرض وخطوط الطول، مع 20 مستوى رأسي يؤدي إلى قرابة 1,500,000 متغير.
تدمج نماذج الدوران الجوي-المحيطي العامة AOGCMs مثل (مثل HadCM3 و GFDL CM2.X) النموذجين الفرعيين. تتخلص تلك النماذج من الحاجة لتحديد التدفقات عبر واجهة سطح المحيط. تعتبر تلك النماذج بمثابة الأساس لنمذجة التنبؤات بمناخ المستقبل، مثل ما نوقش بواسطة اللجنة الدولية للتغيرات المناخية IPCC. تدمج نماذج الدوران الجوي-المحيطي العامة AOGCMs أكبر عدد ممكن من العمليات. إذ استُخدمت لتقديم التنبؤات على المقياس الإقليمي. بينما تُعتبر النماذج الأبسط قابلة بشكل عام للتحليل وتعتبر نتائجها أسهل للفهم، قد يكون تحليل نماذج الدوران الجوي-المحيطي العامة AOGCMs بنفس صعوبة تحليل المناخ ذاته.